# Samodzielny Publiczny Szpital Kliniczny im. prof. Witolda Orłowskiego w Warszawie
Samodzielny Publiczny Szpital Kliniczny im. prof. Witolda Orłowskiego CMKP – szpital kliniczny znajdujący się przy ul. Czerniakowskiej 231 w warszawskiej dzielnicy Śródmieście, wchodzący w skład Centrum Medycznego Kształcenia Podyplomowego.

## Historia
Budynek, w którym mieści się szpital, wybudowano w latach 1931–1934. Został zaprojektowany w 1928 przez Romualda Gutta i Józefa Jankowskiego na siedzibę Zakładu Ubezpieczeń Pracowników Umysłowych (włączonego w 1935 w struktury Zakładu Ubezpieczeń Społecznych). Jego zasadniczą bryłę stanowił obecny fronton od ul. Książęcej (blok A) oraz blok biegnący wzdłuż ul. Czerniakowskiej (blok B). Elewacje budynku wykonano z szarej cegły cementowej. W latach 1938–1939 dobudowano blok (blok C), który na wypadek wojny stanowić miał zaplecze dla ulokowania w nim Szpitala Ujazdowskiego (do tego budynku na początku II wojny światowej na żądanie okupacyjnych władz niemieckich przeniesiono szpital z ul. Solec).
Podczas obrony Warszawy we wrześniu 1939 roku w budynku uruchomiono filię szpitala Ubezpieczalni Społecznej.
Podczas powstania warszawskiego budynek służył nie tylko jako szpital powstańczy, ale również jako kluczowa pozycja powstańcza na drodze wzdłuż ul. Książęcej ze Śródmieścia na Powiśle. W wyniku ciężkich walk szpital został zniszczony, a cześć pacjentów i personelu została zamordowana.
Po wojnie budynek został wyremontowany i do 1956 był wykorzystywany na potrzeby biur Zakładu Ubezpieczeń Społecznych, Ministerstwa Pracy i Opieki Społecznej oraz Wydziału Rent.
W 1957 budynek został zaadaptowany na potrzeby szpitalne - utworzono w nim Szpital Wojewódzki. Od 1967 patronem szpitala jest polski internista prof. Witold Orłowski, były ordynator oddziału chorób wewnętrznych placówki.
W 1975 szpital ze szpitala wojewódzkiego został przekształcony w Kliniczny Szpital Zespolony im. prof. W. Orłowskiego i włączony w system szpitali akademickich podległych Centrum Medycznego Kształcenia Podyplomowego.
W 1981 szpital został przekształcony w Państwowy Szpital Kliniczny nr 1 CMKP im. prof. W. Orłowskiego.
Obecnie szpital działa pod nazwą Samodzielny Publiczny Szpital Kliniczny im. Prof. W. Orłowskiego CMKP. Do podstawowych celów szpitala należy prowadzenie działalności leczniczej polegającej na udzielaniu świadczeń zdrowotnych, promocji zdrowia i udziale w realizacji zadań dydaktycznych i badawczych Centrum Medycznego Kształcenia Podyplomowego.